# Grayfolded
Grayfolded è un album in studio dei Grateful Dead e di John Oswald, originalmente pubblicato nel 1994 con il titolo Grayfolded: Transitive Axis e ristampato nel 1996 su doppio cd con brani aggiunti.

## Il disco
L'album uscì quando il bassista dei Grateful Dead Phil Lesh invitò Oswald ad assemblare fra loro, in un'unica e lunghissima versione, oltre cento registrazioni differenti di esibizioni dal vivo del loro singolo Dark Star. Dopo aver avuto accesso agli archivi delle registrazioni del gruppo, Oswald dedicò alcuni mesi per associare fra loro i numerosissimi nastri tramite apparecchiature digitali. Dopo essere uscito su un unico cd, il materiale dell'album venne ampliato con una "seconda parte" nominata Mirror Ashes
L'album ricevette giudizi controversi da parte dei fan del gruppo ma positivi da parte della critica.
Il titolo dell'album è una storpiatura di "Grateful Dead".

## Tracce
Tutti i brani sono stati composti dai Grateful Dead e rivisitati da John Oswald

### Transitive Axis
1. Novature – 1:19
2. Pouring Velvet – 2:58
3. In Revolving Ash Light – 17:00
4. Clouds Cast – 7:13
5. The Phil Zone – 4:45
6. La Estrella Oscura – 9:33
7. Recedes – 1:56

Durata totale: 44:44

### Mirror Ashes
1. Transilience – 0:07
2. 73rd Star Bridge Sonata – 13:41
3. Cease Tone Beam – 12:45
4. The Speed of Space – 8:49
5. Dark Matter Problem / Every Leaf is Turning – 6:42
6. Foldback Time – 4:01

Durata totale: 46:05